# Памятная военная медаль (Венгрия)
Памятная военная медаль, также Венгерская памятная военная медаль (венг. Magyar Háborús Emlékérem) — награда Королевства Венгрия.

## История
Медаль учреждена 26 мая 1929 года регентом Миклошем Хорти для фронтовиков Первой мировой войны и гражданских лиц, работавших в интересах армии, или заботившихся о раненных (либо военнопленных). Текст её Статута был окончательно оформлен 14 ноября, двумя днями позже он был опубликованы в газете Honvédségi Közlönyben, а уже через несколько недель были произведены первые награждения.
Представление на медаль для имевших на неё право военнослужащих, находившихся на службе, производилось штабом их части; все остальные должны были подать заявку на награду с приложением подтверждающих документов или, в их отсутствие, показаний двух свидетелей.
Часть расходов на изготовление и доставку медалей удерживались с награждённых: 6 пенгё с офицеров, 3 пенгё с нижних чинов и 2 пенгё с вдов войны и сирот. В исключительных случаях министр обороны мог освободить получателя от платежа. Все остальные награждённые (в т.ч. иностранцы), могли получить памятные медали только после внесения полной суммы, то есть 15 пенгё.

## Критерии награждения
Медалью с мечами награждали лиц, состоявших на действительной воинской службе во время войны (до 30 октября 1918 года), как на фронте, так и в тылу. Ходатайство о награждении (медалью без мечей и шлема) могли подать и солдаты из бывших союзных государств.
Медалью без мечей награждали гражданских лиц:
- которые заботились о раненых, больных и военнопленных;
- вдов и сирот войны;
- пребывавшие во время войны на государственной службе, или службе, эквивалентной воинской, которая проводилась в интересах вооружённых сил (администрация, почта, телеграфная служба, железные дороги, судоходство, военная промышленность и т.п.).
- а также родственникам погибших от ран или болезней, вызванных войной;

В случае, если некто имел право на оба вида памятных медалей, согласно Статуту награды, он мог получить только одну из них — для фронтовиков.
Граждане венгерской национальности с отошедших другим державам территорий не участвовали в первых награждениях, но позже могли подать ходатайство на получение медалей.
Медаль упразднена в 1947 году.

## Описание награды
Медаль имеет форму круга диаметром 37 мм, изготовлена из томпака.
На аверсе изображены большой герб королевства Венгрия и корона святого Иштвана. Справа от герба — дубовая ветка, слева — лавровая ветка с ягодами. На медали для фронтовиков под гербом изображены скрещенные мечи.
На реверсе в центре выбиты даты начала и конца Первой мировой войны 1914—1918, вверху по окружности размещён девиз "PRO DEO ET PATRIA" (рус. "За Бога и Родину"), внизу, также по окружности, изображены связанные пальмовые ветви. На медали для фронтовиков над датами изображён стальной шлем немецкого образца.
Лента ордена для фронтовиков белая, шириной 41 мм, с поперечными зелёными полосами, с красными и белыми продольными полосами шириной 5 мм по краям. Позже, в 1941 году, такая же лента была принята для ордена «Огненный крест».
Лента медали без мечей: по краям белые полосы шириной 3 мм, затем красные (5 мм), вновь 3-мм белые и 5- мм зелёные, в середине широкая белая полоса шириной 9 мм.
Колодка традиционной для Австрии и Венгрии треугольной формы.
Венгерскую памятную медаль носили на левой стороне мундира, в соответствии с Правилами 1939 года — между австро-венгерскими медалью «За ранение» и военной медалью за выслугу лет; а в завершающие годы существования Королевства Венгрия — после ордена «Огненный крест» и перед Военной медалью (венг. Hadiérem)

## Галерея

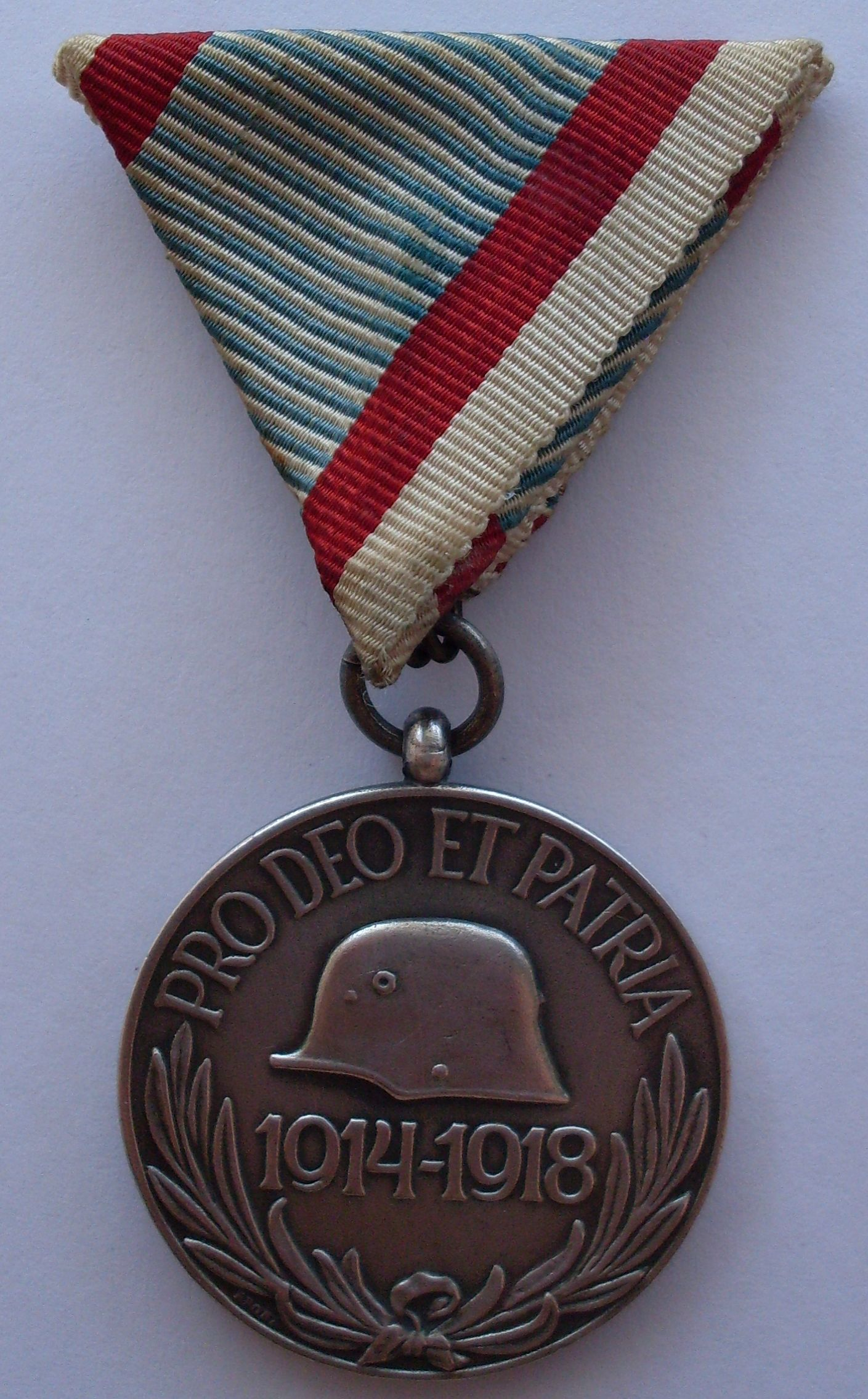
Реверс медали с мечами
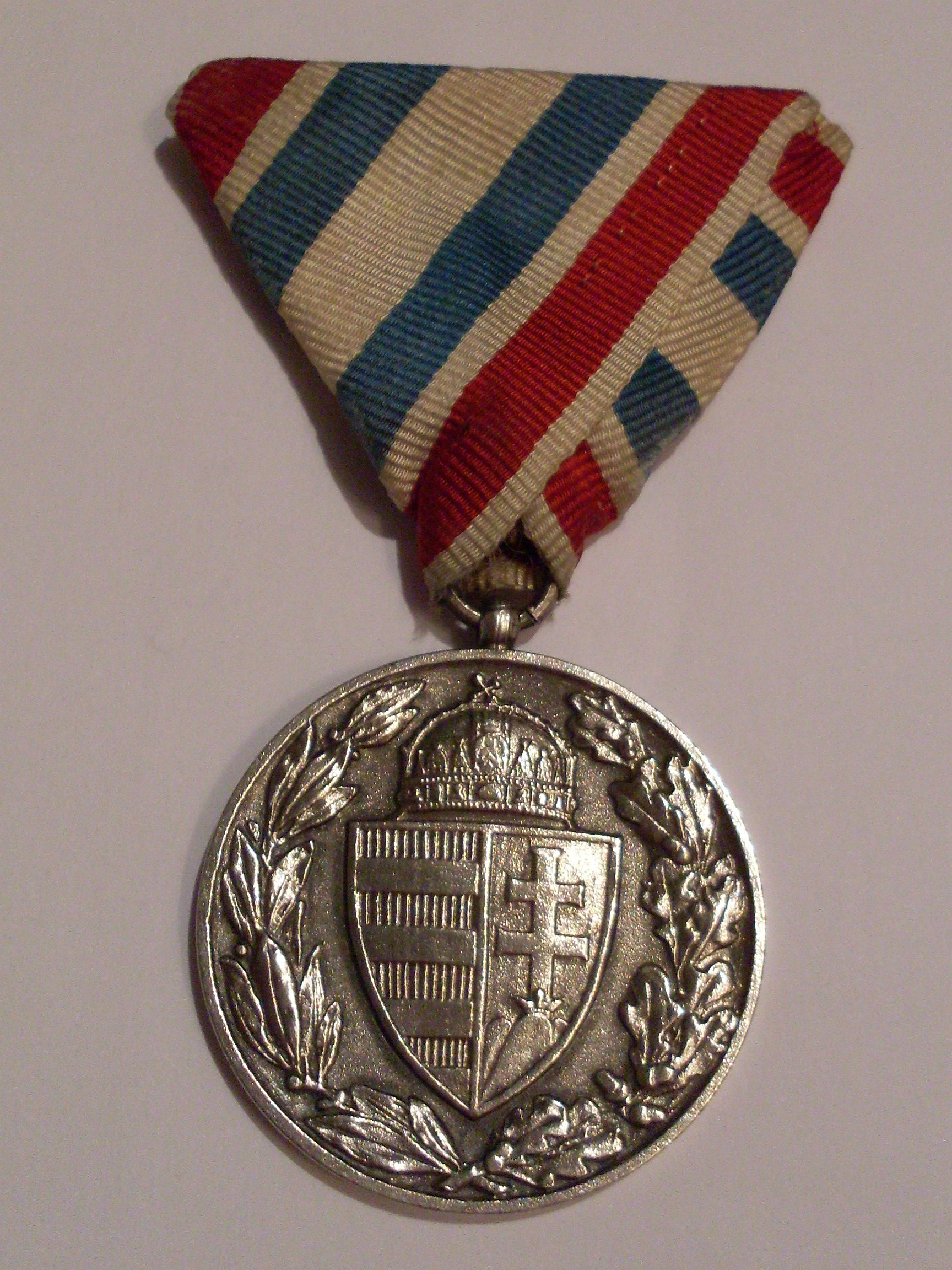
Аверс медали без мечей
Планка медали без мечей.
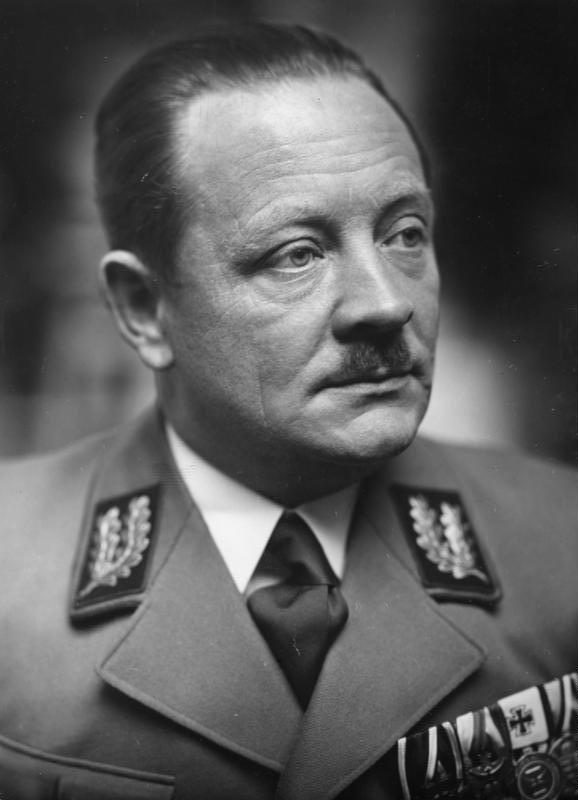
Гауляйтер Восточной Пруссии Эрих Кох. На груди заметна Памятная военная медаль (крайняя справа).